# Championnat de Serbie d'échecs
Le championnat d'échecs de Serbie est une compétition d'échecs organisée par la fédération serbe du jeu d'échecs.
Pour la période antérieure à 2002, voir Championnat de Yougoslavie d'échecs.

## Multiples vainqueurs
7 titres
- Ivan Ivanišević (en 2008, 2009, 2011, 2012, 2017, 2019 et 2025)

4 titres
- Aleksandar Indjić (en 2014, 2018, 2020 et 2023)

4 titres chez les femesze
- Irina Tchelouchkina (en 2005, 2006, 2022 et 2024)

3 titres chez les femmes
- Anđelija Stojanović (en 2007, 2008 et 2010)
- Teodora Injac (en 2018, 2019 et 2020)

2 titres
- Miloš Perunović (en 2005 et 2007)
- Velimir Ivić (en 2021 et 2022)

2 titres chez les femmes
- Jovana Erić (en 2011 et 2021)
- Marija Rakić (en 2012 et 2015)

## Palmarès
| Édition Année                       | Édition Année | Lieu(x)                | Champion            | Championne          |
| ----------------------------------- | ------------- | ---------------------- | ------------------- | ------------------- |
| Championnat de Serbie-et-Monténégro |               |                        |                     |                     |
| 1                                   | 2005          | Kopaonik               | Miloš Perunović     | Irina Chelushkina   |
| 2                                   | 2006          | Pančevo - Kraljevo     | Branko Damljanović  | Irina Chelushkina   |
| Championnat de Serbie               |               |                        |                     |                     |
| 1                                   | 2007          | Vršac - Belgrade       | Miloš Perunović     | Anđelija Stojanović |
| 2                                   | 2008          | Mataruška Banja        | Ivan Ivanišević     | Anđelija Stojanović |
| 3                                   | 2009          | Kragujevac             | Ivan Ivanišević     | Sandra Đukić (en)   |
| 4                                   | 2010          | Kragujevac             | Nikola Sedlak       | Anđelija Stojanović |
| 5                                   | 2011          | Kragujevac             | Ivan Ivanišević     | Jovana Erić         |
| 6                                   | 2012          | Vrnjačka Banja         | Ivan Ivanišević     | Marija Rakić        |
| 7                                   | 2013          | Kragujevac             | Boban Bogosavljević | Maria Manakova      |
| 8                                   | 2014          | Subotica               | Aleksandar Indjić   | Jovana Vojinović    |
| 9                                   | 2015          | Vrbas                  | Dejan Antić         | Marija Rakić        |
| 10                                  | 2016          | Kragujevac             | Miroslav Marković   | Ljilja Drljević     |
| 11                                  | 2017          | Kragujevac et Zemun    | Ivan Ivanišević     | Adela Velikić       |
| 12                                  | 2018          | Novi-Sad et Kragujevac | Aleksandar Indjić   | Teodora Injac       |
| 13                                  | 2019          | Belgrade et Guča       | Ivan Ivanišević     | Teodora Injac       |
| 14                                  | 2020          | Vrnjačka Banja         | Aleksandar Indjić   | Teodora Injac       |
| 15                                  | 2021          | Stara Planina          | Velimir Ivić        | Jovana Erić         |
| 16                                  | 2022          | Bajina Bašta           | Velimir Ivić        | Irina Tchelouchkina |
| 17                                  | 2023          | Senta                  | Aleksandar Indjić   | Marina Gajčin       |
| 18                                  | 2024          | Senta                  | Aleksandar Indjić   | Irina Tchelouchkina |
| 19                                  | 2025          | Pirot et Palić         | Ivan Ivanišević     | Sofia Pogorelskikh  |

## Éditions récentes

### Édition de 2018
Lors de l'édition de 2018, Teodora Injac devient la plus jeune joueuse serbe à remporter le titre, à l'âge de 17 ans.

### Édition de 2020
Lors de l'édition de 2020 qui s'est tenue à Vrnjačka Banja, Aleksandar Indjic et Teodora Injac remportent tous les deux leur troisième titre de champion de Serbie. Aleksandar Indjic avait remporté les précédents titres en 2014 et 2018. Quant à Teodora Injac, qui termine invaincue après avoir rapidement pris le large en tête du classement, c'est son troisième titre consécutif.